# Carine Dewaele
Carine Dewaele (Lendelede, 20 juli 1958) is een Belgische politica voor CD&V en burgemeester van Lendelede.

## Biografie
Hoewel ze aanvankelijk geen politiek ambities had, werd ze vanuit het verenigingsleven gevraagd in de gemeentepolitiek te stappen bij de CVP. In 1988 stond ze voor het eerst op de lijst voor de gemeenteraadsverkiezingen en ze raakte meteen verkozen. Ze werd begin 1989 gemeenteraadslid en in 1998 later werd ze ook drie jaar schepen in een deelmandaat. In 2001 was ze weer schepen en had ze net als de vorige keer onder meer de bevoegdheden Financiën en Onderwijs. Ze bleef ook in 2006 schepen. Dewaele was eerste schepen onder burgemeester Georges Gheysens en toen die eind 2011 op 66-jarige leeftijd stopte, volgde ze hem op 1 januari 2012 op.